# 弗拉迪米尔·什皮德拉
弗拉迪米尔·什皮德拉（捷克語：Vladimír Špidla，捷克語發音：[ˈvlaɟɪmiːr ˈʃpɪdla]；1951年4月22日—），捷克政治人物。2002年7月12日至2004年7月19日担任捷克总理。

## 生平
1951年4月22日，弗拉迪米尔·什皮德拉出生于布拉格，1976年毕业于布拉格查理大学。2001年4月7日当选为捷克社会民主党主席。